# Wennemar von Staden
Wennemar von Staden (* im 14. Jahrhundert; † 3. (oder 13.) Oktober 1409) war Titularbischof in Simbal und Weihbischof in Münster.

## Leben
Wennemar von Staden entstammte einem Rittergeschlecht, das seinen Namen auf den Hof Stade, der zum Kloster Fröndenberg gehörte, zurückführte. Er gehörte dem Franziskanerorden an und war Guardian des Klosters in Münster. Auf Initiative von Bischof Heidenreich wurde er im Jahre 1382 (oder 1384) zum Titularbischof von Symbalon und Weihbischof von Münster ernannt. Am 10. März 1399 führte Wennemar den Vorsitz auf der Frühjahrssynode in Münster, ein Zeichen des Vertrauens, das er bei Bischof Heidenreich genoss. Er blieb bis zu seinem Tod im Jahre 1409 in seinem Amt. Sein Nachfolger als Weihbischof wurde Antonius von Dortmund.

## Weihehandlungen
- 21. Dezember 1394 Kloster Frenswegen
- 1397 Erenfrid von Marienfeld, Abt des Klosters Marienfeld
- 1401 Gerlach Reypwinders, Abt des Klosters Marienfeld